# Врањеш
Врањеш (или Врањаш) језеро је смештено југоисточно од Манђелоса, општина Сремска Митровица. Од центра општине Сремска Митровица је удаљено 12, а од Београда око 70 километара. Језеро се протеже правцем север—југ на надморској висини од 112 метара, а заузима површину од око 20 хектара. Настало је 1976. године. Храни се водом из истоименог потока и из локалних извора, а има и своју отоку — поток Манђелос. Десна страна долине језера је благо стрма и оголићена, док је лева страна стрмија и претежно обрасла врбом. Висина долинских страна креће се око 10 метара. Долинске стране језера су, као и код језера Чалма и Мохарач, прекривене обрадивим површинама.